# Seymour (Wisconsin)
Seymour – jednostka osadnicza w Stanach Zjednoczonych, w stanie Wisconsin, w hrabstwie Eau Claire.